# Сарайкин, Владимир Егорович
Владимир Егорович Сарайкин (Рыжкин) (14 декабря 1956) — советский футболист, защитник.

## Карьера
Карьеру начинал в 1976 году в московском «Торпедо», за который провёл в дебютном сезоне 1 матч в чемпионате (осень) и стал чемпионом СССР. 26 июня 1977 года принял участие в неофициальном товарищеском матче «Торпедо» против сборной СССР 1:3. Далее играл в махачкалинском «Динамо», за который провёл 29 матчей во Второй лиге, и «Нистру» (Кишинёв). С 1980 по 1983 годы играл за костромской «Спартак», за который провёл 119 матчей, в которых забил 8 мячей. Завершал же профессиональную карьеру в красногорском клубе «Зоркий», где и работал администратором команды.

## Достижения
«Торпедо» Москва
Чемпион СССР: (1)
- 1976 (осень);